# Oultem
Oultene est une commune de la wilaya de M'Sila en Algérie.